# Yves Noël (baryton)
Yves Noël, né le 1er novembre 1886 à Argentré-du-Plessis (France) et mort le 13 février 1968 à Dinard (Bretagne), est un chanteur lyrique baryton à l'Opéra de Paris.

## Biographie

### Jeunesse et formation
Yves Durand  naît à Argentré-du-Plessis dans une famille nombreuse. Ses parents sont commerçants. Il développe tôt un intérêt pour le chant et dès son enfance il chante dans la chorale paroissiale. Pendant son adolescence, sa voix de soprano mue et se transforme en baryton.
A cette époque la marquise d'Argentré le complimente sur son talent.
Après son certificat d’études il part en voyage avec ses deux frères et annonce à son retour vouloir être chanteur et aller à Paris. Son père s'y oppose mais sa mère lui apporte un discret soutien. Il est également soutenu par Madame de Plessis.
A 18 ans, il s'engage dans le 41ème Régiment d'Infanterie à Rennes, qui à l'avantage de posséder une musique militaire de qualité et qui a pour chef le capitaine Neveu (père de Ginette Neveu, célèbre violoniste).
En 1905, il entre donc dans la caserne et son talent attire tout de suite l'attention du capitaine Neveu. Celui-ci lui fait faire ses premiers pas sur scène en le faisant chanter dans les concerts de musique militaire qui ont lieu au kiosque du parc du Thabor à Rennes. Les critiques lui font déjà les premiers éloges.
En 1907, il est admis au Conservatoire de Rennes et en 1908 il obtient un second prix, remis par Monsieur Janvier, le maire de l'époque. Puis son père gravement malade, meurt. Plus rien ne le retient donc, et il part alors pour Paris.
Il entre au conservatoire de Paris en 1910. 
La même année il obtient la place de premier baryton à la Madeleine à la suite de l'abandon de cette place par le baryton Jean-Baptiste Faure.
C'est à cette époque qu'il choisit son nom d'artiste. Il choisit Noël en ouvrant un bottin un peu au hasard.
Il est aussi brièvement question de faire une carrière de ténor, Yves Noël ayant l'aigu facile. Mais la fatigue vocale suivant cet exercice le décide à poursuivre sa carrière comme baryton.
Son temps au conservatoire de Paris s'achève en 1913, avec les premiers Prix d'Opéra, d'opéra comique et le 2ème prix de chant.
Les critiques suivant son parcours au conservatoire de Paris sont élogieuses. Camille Saint-Saëns lui adresse une lettre soulignant ses qualités et lui promet un brillant avenir.

### Carrière
Ses débuts officiels à l'Opéra commencent en 1914 avec Faust où il incarne Valentin, avec un orchestre dirigé par Henri Büsser.
Suivront Samson et Dalila et Roméo et Juliette. Mais la Guerre arrive et met en pause sa carrière tout juste commencée. Yves Noël alors infirmier, est appelé pour chanter au "Théâtre aux Armées", qui avait pour but d'apporter une distraction au soldats.
Le 11 novembre 1918 enfin, c'est l'Armistice. Yves Noël qui est en permission, rend visite à ses camarades de l'Opéra. Il se rend au balcon du Palais Garnier en compagnie d'autres artistes. Et là, entonne en leur compagnie La Marseillaise, devant la foule en effervescence.
Dès sa démobilisation en 1919, il fait son retour à l'Opéra. C'est également cette année-là qu'il enregistre ses premiers disques à la demande des Phonographes Pathé.
En 1921, débute la tournée de l'Opéra en Egypte. Cela marque sa consécration, il y reprend les grands rôles de son répertoire ainsi que des nouveautés : Aida, Lohengrin, Rigoletto, Le Chemineau, Thaïs, Tosca, Hérodiade, etc. La presse est dithyrambique et ne cesse de complimenter sa voix et son jeu.
A son retour à Paris il se produit moins qu'il l'espérait et est cantonné à ses rôles habituels. On ne lui permet que peu de se produire en province où il est très demandé. Alors en 1924, il s'éloigne de l'Opéra de Paris pour aller davantage chanter en province et à l'étranger.
Ainsi, il se produit dans toute la France et à l'international. Notamment à Rennes où il est acclamé dans Le Chemineau, La Favorite, La Tosca, Rigoletto, Sigurd, Thaïs, Hérodiade. Il se produit aux concerts du Thabor, à l'Harmonie des Chemins de Fer, au collège Saint Vincent, à l'église Saint-Germain...
En 1930, il participe à une longue série de Rigoletto avec le ténor italien Di Mazzei au théâtre de Boulevard "Bataclan".
A la même période le rôle d'Hamlet marque sa carrière. C'est un rôle de chanteur certes, mais également de comédien pour lequel il doué. Il se produit en Belgique et dans toute la France où il est ovationné.
En 1934, il revient brièvement à l'Opéra pour participer à Lohengrin et Rigoletto. Puis retourne arpenter la France et d'autres pays : Strasbourg, Marseille, Nice, Alger, Tunis, Rabat... Il aura néanmoins en période de guerre quelques difficultés à obtenir des laissez-passer des autorités allemandes.
Après la guerre, l'art lyrique connaît de nets changements. Les œuvres traduites en français laissent place à leur version dans leur langue d'origine, principalement l'allemand et l'italien. Ce qui pose problème pour les chanteurs français car cela réduit leur activité. Heureusement, Yves Noël continue d'être appelé en concerts à Strasbourg, Lyon, Bordeaux, Nice, Avignon où sa présence garantit le succès. Il est aussi demandé à Alger et Tunis.
Et en fin de saison 1948-1949 il rentre se ressourcer en Bretagne.
En 1950, il enregistre deux nouveaux disques aux Studios Pathé-Marconi : Tannhäuser (opéra) de Richard Wagner ("Romance à l'Etoile", "Chant du concours") ainsi que Thaïs (opéra) ("Voilà donc la terrible cité") et Le Roi de Lahore ("Promesse de mon avenir") de Jules Massenet.

### Dernières années
En 1951 et 1952 à Strasbourg, il reprend plusieurs de ses rôles et chante notamment Aida pour la dernière fois.
Il réserve sa soirée d'adieu à Nice, ville qui l'a fidèlement suivi. Et en 1955 il incarne Iago dans Othello avec José Luccioni (chanteur).
En 1956, il participe à une représentation exceptionnelle du Messie de Georg Friedrich Haendel à l'église de Saint-Servan et quelques concerts pendant les saisons d'été à Dinard et Saint-Malo.
Le 20 mars 1963, le théâtre de Rennes lui rend hommage pour ses cinquante ans de chant et à cette occasion il interprète Le Roi d'Ys. Et au Noël de la même année, il chante Minuit Chrétien à la cathédrale de Rennes pour la messe de Minuit.
Enfin, pour Noël 1964, le curé de l'église de la Madeleine à Paris lui donne l'occasion de chanter et de remplir ce lieu comme aux beaux jours.

## Hommages
À Rennes, par délibération du conseil municipal de la ville de Rennes du 19 décembre 1977, la rue Yves Noël lui rend hommage,.
À Argentré-du-Plessis se trouve l'impasse Yves Noël.
Une exposition en son honneur a lieu en 1986, du 24 novembre au 31 décembre, à la bibliothèque municipale de Rennes.
En 2023, du 4 au 25 novembre se tiennent deux expositions. L'une à Argentré-du-Plessis et l'autre à La Guerche-de-Bretagne : « Yves Noël, un Breton du pays de Vitré à la conquête du monde lyrique »,.